# Tendre Dracula
Tendre Dracula és una pel·lícula de comèdia de terror francesa del 1974 dirigida per Pierre Grunstein. La pel·lícula és protagonitzada per Peter Cushing, Alida Valli, Bernard Ménez i Miou-Miou. La pel·lícula involucra a dos guionistes i dues noies a qui el seu director encarrega que visitin la casa del castell d'un actor de terror (Peter Cushing) i que el dissuadeixin de la seva intenció de canviar de pel·lícules de terror a pel·lícules romàntiques. Com més temps es quedin al castell, més probable és que l'actor sigui un vampir real.

## Repartiment
- Peter Cushing - MacGregor
- Alida Valli - Heloise
- Bernard Menez - Alfred
- Miou-Miou - Marie
- Nathalie Courval - Madeline
- Stephane Shandor - Boris
- Julien Guiomar - Producer

## Producció
La pel·lícula es va rodar entre l'11 de febrer de 1974 i el 29 de març de 1974.

## Estrena
La pel·lícula es va estrenar a França l'any 1974. Posteriorment fou novament estrenada amb el títol alternatiu La Grande Trouille. Fou estrenada als Estats Units amb els títols Tender Dracula, or Confessions of a Blood Drinker i The Big Scare. Va ser llançat als Estats Units el gener de 1975.